# Festival de court métrage Cas d'rage de Gagny
 (mai 2015).
Le Festival du film court Cas d'rage est un festival de cinéma consacré au court métrage et organisé à Gagny de 2008 à 2011. Il a été créé en 2008 par l'association « Nitramenco ». Le Festival Cas d'rage ! se présentait comme un événement ouvert à tous et qui proposait de communiquer, d'échanger et de découvrir les nouveaux réalisateurs autour d'un thème annuel. Un financement participatif pour une cinquième édition, cette fois à Nantes, a été tenté en 2016 via la plateforme Ulule mais n'a pas abouti.

## Édition 2011

### Date
2 avril 2011

### Thème
Conflits et Manigances

### Jury
Sophie Loubiere, Michel Cremades, Michel Vuillermoz, Gérald Aubert, Philippe du Janerand, Yann Piquer

### Prix décernés

#### Prix du jury
Film : Le Meilleur Ami de l'homme  de Vincent Mariette
Actrice : Noémie Lvovsky dans Le Meilleur Ami de l'homme  de Vincent Mariette
Acteur : Vincent Berger  dans Conjugaisons d'Armel Gourvennec

#### Prix du public
Film : L'Accordeur d'Olivier Treiner
Actrice : Vahina Giocante pour son interprétation dans 5150 HOLD de Shirley Monsarrat
Acteur : Vincent Berger pour son interprétation dans Conjugaisons  d'Armel Gourvennec

#### Prix de la ville
Film : L'Accordeur d'Olivier Treiner

## Édition 2010

### Date
10 avril 2010

### Thème
Apparences et Quiproquos

### Sélection 2010
- Ainsi soit-il (05:52), réalisé par Isabelle Agid, produit par EuropaCorp, avec Estelle Baudet, Jean-Pol Dubois, Sophie-Charlotte Husson, Xavier de Guillebon, François Raffenaud)
- Analyse (04:41), réalisé et produit par Yacine Taoufik, avec Alice Taurand, Bertrand Lauret
- Barbie Girls (15:00), réalisé par Vinciane Millereau, produit par De films en aiguille, avec Armelle Deutsch - Vinciane Millereau - Marie Guillard
- Bunker (10:00), réalisé par Paul Doucet, produit par Association TnT, avec Randiane Naly
- La Carte (07:20), réalisé par Stefan Le Lay, produit par Les films du varech, avec Sara Viot – Thibault Sommain
- Cendrillon, du pied gauche (13:30), réalisé par Benjamin Lehrer, produit par TOBINA FILM, avec Axelle Charvoz, Sébastien Lignier, Alexandre Laignier, Jérôme Godgrand, Sören Prévost, Elise Larnicol
- Crédit Familial (06:00), réalisé par Fréderic Dubreuil, produit par Envie de Tempête productions, avec Dominique Collignon-Maurin, Jean-Jacques Vanier, Sofia Babluani
- Et toi ? (09:50), réalisé par Méliane Marcaggi et Jean-Marc Peyrefitte, produit pa Il ou elle productions, avec Méliane Marcaggi, Christophe Duthuron, Arsène Mosca, Guillaume Bouchède, Cédric Moreau, Isabelle Sempéré, Raphael Callandreau
- Faut qu'on parle ! (07:30), réalisé par Lewis Eizykman, produit par Prométhée Productions, avec Flavien Dareau - Kim Schwarck
- Le Grand Moment de solitude (08:00), réalisé par Wilfried Meance, produit par FASTPROD, avec Philippe Chaine, Anne Loiret, Philippe Du Janerand
- Joyeux anniversaire, ma poupée! (12:00), réalisé par Carine Hazan, produit par Goyave Production, avec Eric Da Costa, Claudine Baschet
- Judith (11:00), réalisé par Isabelle Joly, produit par Envie de Tempête Productions, avec Sofia Babluani
- Karma Battle (10:00), réalisé par Eric Capitaine & Olivier Chapelle, produit par De films en aiguille, avec Pierre Diot, Benoît Nguyen Tat, Pauline Lefèvre, Grégoire Bonnet, Thierry Simon, Matthieu Ducrez
- La Librairie de Schrödinger (10:00), réalisé par Claire Vassé & Christophe Beauvais, produit par ECCE FILMS, avec Lorànt Deutsch, Marie Denarnaud
- Mauvaise herbe (01:00), réalisé & produit par Damien Gatumel, avec Marta Fermandez, Julien Gatumel, Alexia Gatumel
- Mon Prince charmant est un peu con ! (05:18), réalisé par Stéphane Botti & Christophe Botti, produit par Les films après la pluie, avec Franck Chassagnac, Quentin Rouleau, Christel Stern
- Première Classe (06:00), réalisé par Antoine Jesel, produit par CLCF - Leader Films, avec Frédéric Largier, Véronique Gabriel, Vernon Dobtcheff
- Seconde Vie (13:00), réalisé par Yves Lévêque, produit par O2LA Productions, avec Armelle Deutsch,Thomas Jouannet, Aurélien Wiik
- Self Défense (13:49), réalisé par Thomas Gayrard, produit par CAIMANS PRODUCTIONS, avec Arthur Higelin, Xavier de Guillebon, Grégoire Loffredo
- Toute ma vie (05:55), réalisé par Pierre Ferrière, produit par SERUM FILMS, avec Caterina Murino,Vincent Desagnat

### Prix décernés
- Prix du jury meilleur film :  Le Grand Moment de solitude, réalisé par Wilfried Meance
- Prix du jury pour le meilleur(e) acteur (trice) : Armelle Deutsch dans Seconde Vie, réalisé par Yves Lévêque
- Prix du public meilleur film : Cendrillon, du pied gauche, réalisé par Benjamin Lehrer
- Prix du public pour le meilleur(e) acteur (trice) : Kim Schwarck dans Faut qu'on parle !, réalisé par Lewis Eizykman
- Prix de la ville de Gagny meilleur film : La Carte, réalisé par Stefan Le Lay
- Prix de la ville de Gagny meilleur acteur (trice) : Axelle Charvoz dans Cendrillon, du pied gauche, de réalisé par Benjamin Lehrer

## Édition 2009

### Date
4 avril et 5 avril 2009

### Thème
Amours Amitiés

### Prix décernés
- Prix du jury : Paul Rondin est … Paul Rondin de Frederick Vin
- Prix du jury : Lost Paradise de Oded Binnun et Mihal Brezis
- Prix du jury Meilleure interprétation : Jérémie Covillault dans Histoire d’un soir de G. Battistelli et G. Baubeau
- Prix du jury Meilleure interprétation : Veronique Lechat dans Un Grain de beauté de Hugo Chesnard
- Prix du public : Une leçon particulière de Raphaël Chevènement
- Prix du public : Paul Rondin est … Paul Rondin de Frederick Vin
- Prix du public Meilleure interprétation : Bruno Levresse dans Reste en vie de Julien Delmas
- Prix du public Meilleure interprétation : Francois Berland dans Paul Rondin est … Paul Rondin de Frederick Vin
- Mention spéciale du jury au film d’animation Nicolas et Guillemette de Virginie Taravel
  - Prix de la ville de Gagny : Un grain de beauté de Hugo Chesnard
- Mention spéciale de la ville de Gagny au film d’animation Mon petit frère de la lune de Frederic Philibert

## Édition 2008

### Date
12 avril 2008

### Thème
Le Regard de l’Autre

### Prix décernés
- Prix du jury : Papier Cailloux Verrou(x) de Laurenzo Massoni
- Prix du jury pour le meilleur(e) acteur (trice) : Marie Vernalde et Patrick Catalifo pour le film le Parloir de Marie Vernalde
- Prix du public : Papier Cailloux Verrou(x) de Laurenzo Massoni
- Prix du public pour le meilleur(e) acteur (trice) : Marie Vernalde et Patrick Catalifo pour le film le Parloir de Marie Vernalde